# Gedicht

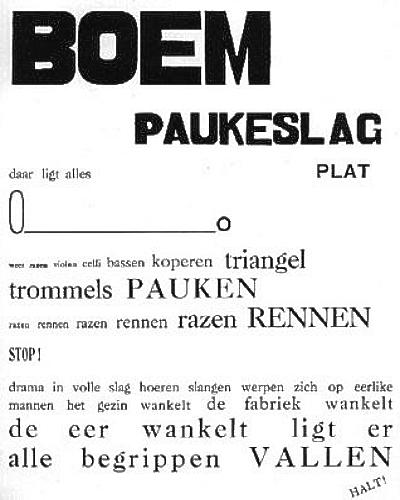
Een onconventioneel gedicht met grafische effecten van Paul van Ostaijen uit zijn expressionistische dichtbundel Bezette Stad (1921).

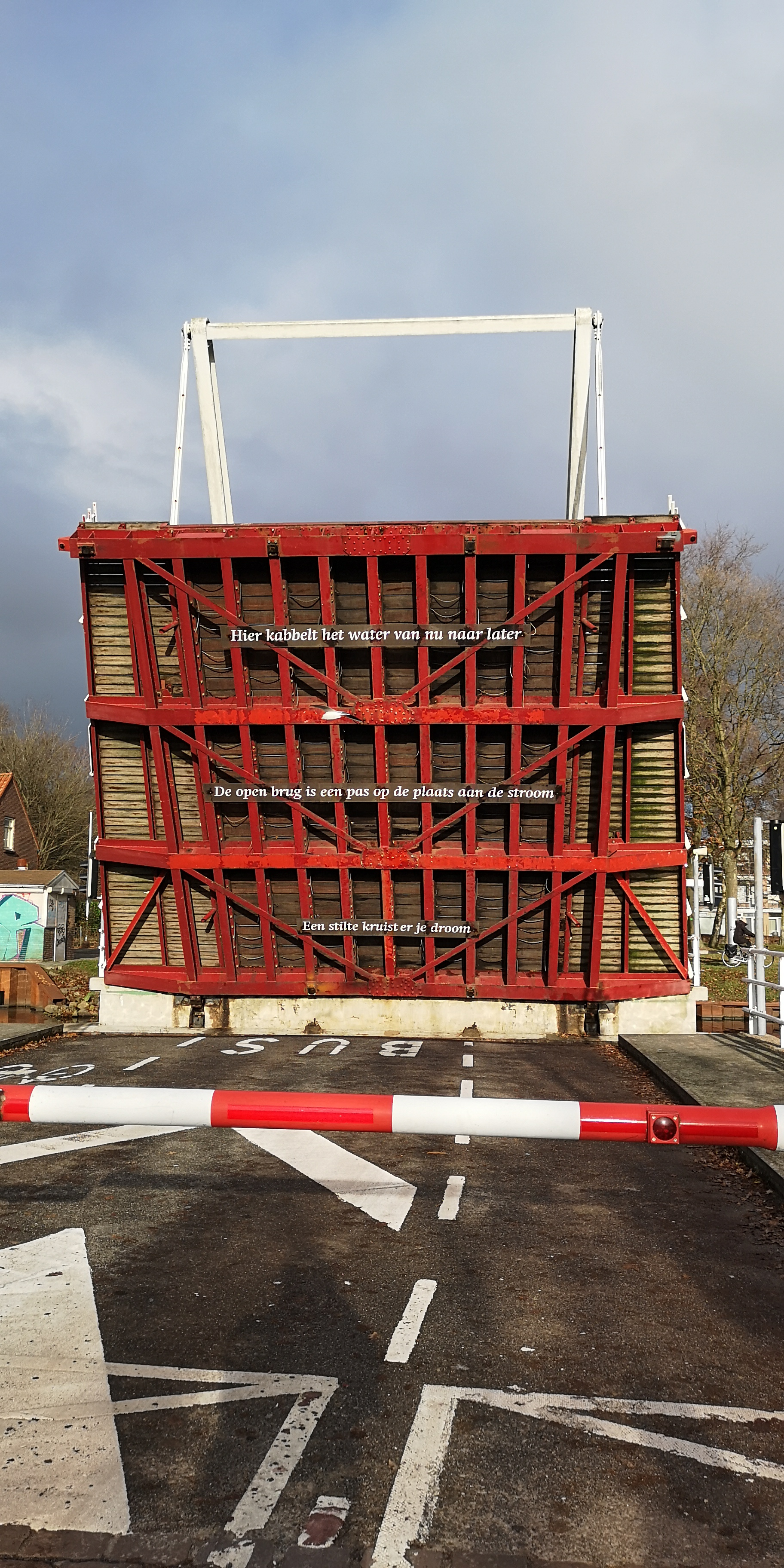
Gedicht Geduld van Nick J. Swart op de onderkant van de brug Lijnsheike (Oude Lind) in Tilburg over het Wilhelminakanaal. Hier kabbelt het water van nu naar later/De open brug is een pas op de plaats aan de stroom/Een stilte kruist er je droom

Een gedicht of vers is een (literaire) geschreven, gesproken of gezongen tekst die met klank, ritme of beelden een esthetisch of ander effect beoogt en naast de letterlijke nog een of meer andere symbolische betekenissen kan hebben. Een gedicht is door een dichter of dichteres bedacht en behoort tot de poëzie. Er zijn wat betreft de inhoud volgens Aristoteles drie soorten of genres poëzie: lyrische gedichten zijn kort en bespiegelend, epische gedichten vertellen een verhaal, en dramatische poëzie betreft toneelstukken in verzen. Volgens de dichter Paul van Ostaijen was dichtkunst gelijk aan woordkunst. Gedichten kunnen deel uitmaken van een groter geheel zoals een gedichtencyclus.

## Kenmerken

### Vorm
De vorm van de tekst krijgt bij gedichten vaak veel aandacht, anders spreekt men van gedichten met een vrije vorm. De vorm kan bestaan uit een voorschrift voor de klank, het rijm, traditionele stijlfiguren, het enjambement, strofes, de beeldspraak, het metrum (ritme) en de typografie. Een gedicht hoeft niet al deze effecten toe te passen. Zo is rijm of een vast metrum niet verplicht. Verderop in dit artikel staat een lijst van dichtvormen.

### Geen proza?
Gedichten worden vaak onderscheiden van proza, omdat gedichten van oudsher in versvorm worden geschreven en dus geen doorlopende tekst zoals proza vormen. Er zijn echter wel zogenaamde prozagedichten en sommige gedichten bevatten stukken prozatekst. In het algemeen is poëzie daarom moeilijk van proza af te bakenen.

### Inhoud
Ook over de inhoud van gedichten valt weinig algemeens te zeggen. Een gedicht kan gevoelens, toestanden, gebeurtenissen, processen, ideeën, waarnemingen, taal enzovoorts oproepen, beschrijven, bevatten of bespreken. De inhoud beslist niet of een tekst een gedicht is, maar wel wat voor soort gedicht het is.

### Lengte
De lengte van gedichten kan uiteenlopen: er zijn gedichten die uit slechts één woord bestaan, maar er bestaan net zo goed tientallen of honderden bladzijden beslaan (zoals het Gilgamesh-epos, Homerus' Ilias en Odyssee, Vergilius' Aeneis of Vondels Lucifer). Toch is het gemiddelde gedicht niet langer is dan één bladzijde uit een dichtbundel of poëzietijdschrift.

## Auteur
De schrijver van gedichten heet dichter of dichteres, of (archaïsch en ironisch) poëet. Een poëtaster is een slechte dichter, met synoniemen als pruldichter, rijmelaar en verzensmid.

## Dichtvormen
Een dichtvorm is een vaste opzet van een gedicht, waarmee het rijmschema, het ritme (versmaat), de klank of de inhoud van het gedicht kan worden voorgeschreven. De dichtvorm geeft zowel de dichter als de luisteraar of lezer van het gedicht houvast. Oorspronkelijk hielpen de dichtvormen bij het onthouden van gedichten bij hun mondelinge overlevering. Ook nu maakt een herkende dichtvorm de juiste voordracht van een gedicht makkelijker. Een grotere dichtvorm kan opgebouwd zijn uit kleinere dichtvormen: zo bestaat een villanelle uit terzines en een kwatrijn. Er zijn vele dichtvormen waaruit een dichter kan kiezen. We kunnen ze onderscheiden naar doel van het gedicht, rijmschema, aantal regels en lettergrepen, en ritme.

### Naar doel
- atonale poëzie
- ballade of romance
- beeldgedicht
- burleske
- barbarber
- conceptuele poëzie
- cadavre exquis
- cantilene
- concrete poëzie
- copla
- dierdicht
- dithyrambe
- drinklied
- elegie (klaagdicht)
- epigram (puntdicht, sneldicht)
- epode
- flarf
- gevonden poëzie
- grafschrift (epitaaf)
- groteske
- hymne
- idylle
- klankdicht
- leerdicht
- light verse
- lijkdicht
- madrigaal
- nonsenspoëzie
- ode (lofdicht, lofzang)
- pastorale (herdersdicht, ecloge)
- palinodie
- poesiealbumgedicht
- poésie pure
- raadselrijm
- readymade
- satire (hekeldicht, spotdicht)
- sinterklaasgedicht
- slamgedicht
- vocalise
- zwanenzang
- zintuigengedicht

### Naar rijmschema of volgorde
- 160
- abecedarium
- acrostichon (naamdicht, lettervers)
- aforisme
- aldicht
- aquarium
- blank vers
- clerihew
- e.d.i.t.
- elfje
- figuurgedicht
- heroic couplet
- haiku (senryu, tanka, waka)
- jaardicht (carnacioen, chronogram, getalvers, jaartalvers, tijdvers)
- keerdicht
- limerick
- ollekebolleke
- onzijn
- pantoum
- poésie parlante
- prozagedicht (proëzie)
- rapsodie
- refrein (stokvers)
- ritornel
- retrograde (kreeftdicht)
- rondeel (rondo)
- snelsonnet
- spiegeldicht
- stapelgedicht
- sonnet (klinkdicht)
- stiftgedicht
- tautogram
- tricolon
- villanelle
- vrij vers

### Naar aantal regels
- distichon, 2 regels
- terzine, 3 regels
- kwatrijn, 4 regels
- kwintijn, 5 regels met bepaald rijmschema
- sextet, 6 regels (ook als onderdeel van sonnet)
- septet, 7 regels
- octaaf, 8 regels, als onderdeel van sonnet
- onzijn, 11 regels
- sonnet, 14 regels

### Naar aantal regels en aantal lettergrepen
- Haiku, drie regels van 5, 7 en 5 lettergrepen
- Senryu, drie regels van 5, 7 en 5 lettergrepen (vgl. ook Haiku)
- Tanka, vijf regels met 5, 7, 5, 7 en 7 lettergrepen

### Naar maat
| Soorten versvoet                                 | Aantal versvoeten                                                                                            |
| ------------------------------------------------ | --- |
| - anapest - dactylus - jambe - spondee - trochee | - monometer - dimeter - trimeter - tetrameter - pentameter - hexameter, alexandrijn - heptameter - octameter |

## Onderdelen
- versvoet
- vers (versregel)
- strofe (couplet)
- stanza
- refrein